# Зелиг, Рюдигер
Рюдигер Зелиг (нем. Rüdiger Selig, 19 февраля 1989 года, Цвенкау, Лейпциг) — немецкий профессиональный шоссейный велогонщик.

## Биография
Начал заниматься велоспортом в 1997 году, под влиянием телетрансляции Тур де Франс, где его соотечественник Ян Ульрих ехал в желтой майке.

## Выступления
2010
- 1-й на этапе 1 Тур Берлина

2011
- 1-й — Бенш — Турне — Бенш
- 1-й на этапе 4 Тур Берлина

2013
- 1-й — Вольта Лимбург Классик
- 1-й на этапе 3 (ТТТ) Тур Фьордов

2015
- 7-й — People's Choice Classic
- 10-й — Классика Альмерии

2017
- 7-й - Нокере Курсе
- 2-й — Классика Альмерии

## Статистика выступлений наГранд Турах
| Гранд Тур | 2016 | 2017 |
| --------- | ---- | ---- |
| Джиро     | -    | сход |
| Тур       | -    |      |
| Вуэльта   | 156  |      |